# Teltschik
Die Teltschiks sind ein ursprünglich aus dem Sudetenland stammendes Geschlecht, das seit dem Jahre 1301 existiert. Die Familie besaß bis zum Jahre 1945 zwei Erbrichterhöfe, jeweils einen in Kunzendorf und Zauchtel, ehe sie in Folge des Zweiten Weltkriegs vertrieben wurde. Heutzutage gibt es in Deutschland und in Texas bzw. den Vereinigten Staaten weit über 200 Familienangehörige. Die Familie trifft sich im Abstand von 5 Jahren abwechselnd in den Vereinigten Staaten, meist Texas, und Europa, meist Deutschland.

## Geschichte
(Quelle:)

### Herkunft des Namens Teltschik
Woher der Name stammt, ist nicht vollständig geklärt. Ein Erklärungsversuch geht davon aus, dass Chunrad, der Ahnvater des Geschlechts, aus Teltsch gestammt hat. Als sein Herr Berthold von Füllenstein, später auch Theoderich von Füllenstein, diesen zu sich an die Olmützer Domkirche holte, soll Chunrad dann also als „Teltscher“ bekannt gewesen sein. Dies soll sich dann, laut der Theorie, im Laufe der Jahre in Teltschik verändert habe.
Ein modernerer Ansatz sieht den Raum um Leobschütz als Herkunftsort der Teltschik an. Demnach soll die Familie des Chunrad im Gefolge des Herbord von Füllenstein, der aus Norddeutschland kam, gewesen sein, als dieser im Jahre 1255 den Auftrag bekam, eine Schutzburg bei Hotzenplotz anzulegen. Nach dieser Theorie stammt der Name vom häufig vorkommenden norddeutschen Beinamen Till, im schlesischen Mundlaut Tell, ab. An diese deutsche Stammform soll nun die slawische Diminutivform -czyk, welche dem deutschen -chen ähnelt, angehängt worden sein. Im Deutschen wäre dieses Anhängsel mit -tschig, -schig, o. ä. geschrieben worden. Der Name Teltschik wäre also eine slawisch-deutsche Mischform, deren Schreibweise von Ort zu Ort variiert. So fand man bis 1945 im Raum Leobschütz neben den Teltschik auch Teltschig, Telschig, Tellschig und Telsik.

### Gründung von Kunzendorf
Die Geschichte der Familie Teltschik im Kuhländchen in Mähren beginnt mutmaßlich bei einem Mann namens Chunrad. Er war ein Gefolgsmann des Ritters Theoderich von Füllenstein. Aus einer mündlichen Überlieferung geht so unter anderem hervor, dass Chunrad seinen Heeren bei der Schlacht auf dem Marchfeld im Jahre 1278 begleitete und diesen, als er vom Pferd gestoßen wurde, verteidigte, bis Hilfe eintraf. Im Jahre 1301 bekam Chunrad als Lohn für seinen langjährigen, treuen Dienst ein 730 Hektar großes Land am Steinbach nahe Fulnek aus den Besitzungen des Bistums Olmütz. Sein Auftrag war dabei, den Wald zu roden, eine Siedlung zu gründen und selbst das erbliche Richteramt auszuüben. Das Dorf, welches nach der Gründung „Steinbach“ hieß, entwickelte sich das von den Teltschiks verwaltete Erbrichterdorf Kunzendorf. In diesem bekleidete in den darauffolgenden 600 Jahren immer ein Angehöriger der Familie das Erbrichteramt und des Weiteren besaß die Familie dort einen Erbrichterhof und mehrere Bauernhöfe.
Bis ins Jahr 1536 wurde nie der Beiname der Erbrichter erwähnt. Dies änderte sich als in einer Urkunde ein gewisser „Jakob Teltschig“, der erste jemals genannte Namensträger des Geschlechts, genannt wird. Seit Jakob ist die Erbfolge des Kunzendorfer Erbgerichts restlos geklärt.

### Expansion des Grundbesitzes
1605 kaufte Michael Teltschig für seinen Sohn Johann Teltschig die Erbrichterei im Dorf Zauchtel von den Erben des zuvor verstorbenen Erbrichters Lorenz Schreiber für 1600 Gulden. Neben diesem Kauf gab es zu dieser Zeit auch weitere Expansionsbemühungen der Familie. So heirateten drei der fünf Töchter in andere Erbrichterfamilien ein, wodurch stets versucht wurde, auf diese ihren Einfluss auszubauen. Michaels Sohn Johann übernahm 1616 das Erbrichteramt Zauchtels. Zu seiner Amtszeit fand der Dreißigjährige Krieg statt. Während dieses Konfliktes wurden die Dörfer des Kuhländchens, einschließlich Zauchtel und Kunzendorf, geplündert. Als 1648 die dadurch verarmten Kunzendorfer durch noch weiter erhöhte Abgaben des Lehnsherrn der Teltschik belastet werden sollte, wehrte sich der Erbrichter Johann dagegen, woraufhin er eingekerkert wurde.
Im Jahr 1796 kaufte Franz Teltschik einen Bauerngrund in Zauchtel für 1600 Gulden. Die dort ansässigen Teltschik wurden, nach dem zweiten Besitzer, welcher ebenso Johann Teltschik hieß, „Teltschik-Hanses“ genannt. 1861 brannte ein in der Scheune ausgebrochenes Feuer das gesamte Wohn- und Wirtschaftsgebäude ab, weshalb Johann alles wieder aufbauen ließ.

### Emigration in die USA
Im Jahre 1883 emigrierte David Teltschik in die Vereinigten Staaten, nachdem er sein Grund in Zauchtel verkauft und seinen Beruf als Schneider aufgegeben hatte. Ihn und seine Familie, bestehend aus seiner Frau und 5 Kindern, verschlug es über Galveston und Schulenburg nach Oakland, Texas. Dort war er einer der ersten Siedler und er wurde zu einem erfolgreichen Farmer. Die von ihm begründete „David-Linie“ der Familie ist heutzutage die zahlenmäßig mit Abstand größte Linie der Teltschiks. So erfasste man im Jahr 1984 274 Nachkommen: 11 Kinder, 38 Enkel, 70 Urenkel, 123 Ur-Urenkel und 32 Ur-Ur-Urenkel.
Neben David wanderte auch Josef Teltschik aus. 1888 verkaufte er seinen Bauernhof in Zauchtel und reiste nach Bremerhaven. Von dort aus startete er mit seiner Familie die Reise nach Galveston, Texas.

### Der Erste Weltkrieg und seine Folgen
Im Ersten Weltkrieg wurden auch einige Angehörige der Teltschiks miteinbezogen. Nachdem sie für das österreichisch-ungarische Militär gekämpft hatten, kehrten viele von ihnen nachhause zurück. Dort fanden sie jedoch eine ganz andere Lebenssituation vor als zur Zeit ihres Kriegseinzugs. 1918 wurde das Kuhländchen nämlich nach dem Versailler Vertrag dem neuen tschechoslowakischen Staat einverleibt. Daraufhin wurde die deutsche Bevölkerung systematisch ausgegrenzt, da die Tschechoslowakei versuchte, sie zu assimilieren. Um diese Anpassung zu erreichen, wurden zum Beispiel einige Familien in Dörfern wie Kunzendorf angesiedelt und tschechische Schulen gegründet.
Unter der nationalsozialistischen Herrschaft entspannte sich die Lage für die Deutschen im Kuhländchen, da nun die Assimilation gestoppt wurde und nun vielmehr die Tschechen systematisch ausgegrenzt wurden. Zu Beginn des Zweiten Weltkriegs traten so auch einige Anwohner des Kuhländchens in die Wehrmacht ein, viele von ihnen kehrten nie mehr zurück oder landeten in Gefangenschaft. So sollen insgesamt 3000 Deutsche aus der Region im Krieg gefallen sein.

### Vertreibung
Als im April 1945 die russische Front näherrückte, verließen viele Anwohner Zauchtels und Kunzendorfs die Region in Trecks, um den vorstoßenden sowjetischen Truppen zu entkommen. Da sie zu spät aufgebrochen waren, wurden sie eingeholt, kurz bevor sie die deutschen Gebiete erreichten. Daraufhin mussten die Flüchtlinge umdrehen und zu ihrer verlassenen Heimat zurückkehren. Angekommen in ihrem alten Zuhause, bot sich ihnen ein Anblick des Schreckens. Die Städte waren geplündert und die übrig gebliebenen Bewohner meist bereits tot. Dieses Schicksal ereilte auch Richard Teltschik, den letzten Erbrichter. Als dieser nämlich zögerte, seine Uhr den vorrückenden Soldaten zu übergeben, wurde er erschossen. Seine Leiche wurde am 10. Mai von dem zurückstoßenden Treck aufgefunden und er wurde als letzter Teltschik auf dem lokalen Friedhof im Familiengrab bestattet.
Für die Hinterbliebenen ging der Schrecken weiter. Ihr Besitz wurde ihnen abgenommen und ihre Häuser besetzt. Außerdem wurden viele Männer zur Zwangsarbeit in die Kohlebergwerke geschickt. Im Laufe des Jahres 1946 wurden die Vertriebenentransporte zusammengestellt. So wurden 41.000 Deutsche in 35 Güterzügen zur US-Besatzungszone und ein unbekannter Teil in die Sowjetische Besatzungszone transportiert. Nach 2 Tagen Fahrt und einigen Todesfällen kamen die Vertriebenen in Deutschland an. Viele suchten Bekannte oder Familienangehörige im ganzen Land auf. Die Familie Teltschik lebt seitdem über ganz Deutschland verteilt.

### Familientage
Der erste Familientag fand am 5. Juli 1936 in Zauchtel statt. Josef Teltschik, ein Familienforscher und Lehrer, organisierte das Treffen, bei dem es einige Vorträge über die Familiengeschichte und ein gemeinsames Mittagessen gab. Der Familientag war jedoch für einige Zeit der Letzte, da die politischen Entwicklungen und die dadurch entstandene Vertreibung weitere Zusammenkünfte unmöglich machte.
Nach der Vertreibung wurden die Familientage aufgrund der unterschiedlichen Das zweite Teltschik-Familienfest war dementsprechend erst im Jahr 1986 möglich. Das Familientreffen fand in Nürtingen statt und dauerte diesmal ein ganzes Wochenende lang, von Freitag, dem 4. Juli, bis Sonntag, den 6. Juli. Es waren rund 350 Familienmitglieder zur Zusammenkunft gekommen. Nach den offiziellen Veranstaltungen wurden die aus dem Ausland angereisten Familienangehörigen bei einer Gastfamilie aufgenommen, mit der sie dann eine Woche lang weiterreist.
Den ersten Familientag außerhalb Europas bzw. in den USA gab es im Jahr 1991 in San Antonio. Vom Montag, dem 10. Juni, bis zum 18. Juni kamen rund 450 Angehörige aus Deutschland und den Vereinigten Staaten zusammen.
Im Jahre 1996 reiste die Familie nach Wien. Es ist somit der einzige Familientag in Europa, der nicht in Deutschland stattfand. In der Stadt wurden die unterschiedlichen Sehenswürdigkeiten angeschaut und auch der offizielle Teil abgehalten.
2001 kamen rund 400 Familienangehörige wieder in San Antonio zusammen. Die Familie ging den Bundesstaat Texas auf einer Rundreise erkunden und bekam vom damaligen Gouverneur von Texas, George W. Bush, einen Brief mit herzlichen Grüßen zugestellt.
Freiburg war der Schauplatz des 6. Familientages. Das Treffen begann am 26. Juli 2006 beim Teltschikturm in Wilhelmsfeld. Von dort aus startete man eine Rundreise durch den Süden Deutschlands. So besuchte die Familie den Schwarzwald, München, Schloss Neuschwanstein und viele Sehenswürdigkeiten um Freiburg herum. In der Stadt wurde auch der formelle Teil, einschließlich Familientag, abgehalten.
Das darauffolgende Treffen hielt die amerikanische Seite der Familie in Kerrville ab. Die Familie traf sich am 11. Juni 2011 in Houston und fuhr dann nach Galveston, um von dort aus eine Kreuzfahrt auf die Yucatan-Halbinsel und zurück, zu starten. Nach 5 Tagen auf dem Schiff ging es wieder in Galveston an Land und von dort aus nach Kerrville, wo der Familientag abgehalten wurde. Es gab dabei traditionell Ansprachen und eine Bewirtung.
2016 fand das 8. Teltschiktreffen wieder in Deutschland statt. Die amerikanischen Angehörigen verbrachten die erste Augustwoche in Berlin. Dort ist die Familie auf Stadterkundung gegangen und hat so gut wie alle sehenswerten, bekannten Sehenswürdigkeiten besucht. Auf der Rückfahrt hielt man einen Tag als Zwischenstopp in Weimar. Die offiziellen Annehmlichkeiten wurden in Nürnberg abgehalten. So wurde ein Gottesdienst in der Lorenzkirche besucht und danach im Hotel Maritim der Familientag abgehalten.
Der 5-Jahres-Zyklus konnte aufgrund der Covid-19-Pandemie nicht eingehalten werden. Das für das Jahr 2021 angesetzte Treffen musste deshalb auf 2022 verschoben werden. Ebenso musste die bereits geplante Kreuzfahrt abgesagt werden, da diese aufgrund der Pandemie nicht umsetzbar ist.

## Sonstiges

### Teltschikturm
Der Teltschikturm ist ein Aussichtsturm in Wilhelmsfeld. Er wurde 2001 zum 700-jährigen Jubiläum durch den Architekten Robert Teltschik errichtet und durch eine von Karin und Walter Teltschik organisierte Spendenaktion finanziert. Er ist als Denkmal zur „Erinnerung an die 1945 verlorene Heimat Sudetenland“ und dient dementsprechend auch als Treffpunkt der Familie.
Der Turm ist 41 Meter hoch, wobei die Aussichtsplattform auf einer Höhe von 36 Metern liegt. Die 44 Tonnen schwere Konstruktion besteht aus 40 Lärchenstämmen und einer Stahlspindeltreppe. Bei dem jährlich stattfindenden Teltschikturmfest der Freiwilligen Feuerwehr Wilhelmsfeld wird auch ein Turmlauf veranstaltet. Der Sieger bekommt einen Wanderpokal überreicht.

### „Chronik der Familie Teltschik“
Die Chronik ist ein von Walter Teltschik verfasstes Buch über das Geschlecht. Das Werk umfasst ca. 360 Seiten und beschreibt neben der Familiengeschichte und dem Stammbaum auch allgemeine, geschichtliche Informationen über das Sudetenland, sowie individuelle Schicksale. Die Erstauflage erschien im Jahr 1986, wobei im Frühjahr 1996 ein Ergänzungsband von Walter Teltschik veröffentlicht wurde.

## Bekannte Teltschik (nach Geburtsdatum)
- Heinrich Teltschik III. (1801–1878), österreichischer Abgeordneter im Reichstag in Wien
- Emil Teltschik (1850–1923), Gründer der Knopffabrik in Jogsdorf
- Wilhelm Teltschik (1863–1937), mährisch-österreichischer Politiker im Wiener Reichstag
- Heinrich Teltschik (1914–1970), österreichischer Jockey angestellt bei Paul von Griechenland und mehrfacher Champion in unterschiedlichen Ländern
- Alfred Teltschik (1919–2009) und Herbert Teltschik (1918–2013), US-amerikanische Duopianisten
- Walter Teltschik (1928–2015), Schriftsteller und Chemieforscher und Manager bei der BASF; Stifter des Eichendorff-Museums in Neckarsteinach
- Karin Teltschik (* 1940), geb. Harms, Pflanzengenetikerin und Ehefrau von Walter Teltschik; wurde nach misslungener Flucht aus der DDR 1974 inhaftiert und ein Jahr später von der BRD freigekauft
- Horst Teltschik (* 1940), deutscher Politiker (CDU) und Wirtschaftsmanager
- Jobst H. Teltschik (1943–1999), deutscher Grafiker, Designer, Science-Fiction-Illustrator, bildender Künstler[9][10][11]; war vor allem für Heyne Science-fiction & Fantasy tätig
- John Teltschik (* 1964), US-amerikanischer Footballspieler
- Norbert Teltschik (* 1964), Manager der Richard Köstner AG